# Буркхардт, Фредерик
Фредерик Буркхардт (англ. Frederick Burkhardt, 13 сентября 1912, Нью-Йорк, Нью-Йорк — 23 сентября 2007, Беннингтон, Вермонт) — американский педагог и администратор фонда. Он был президентом Американского совета научных обществ (ACLS), а затем, выйдя на пенсию, посвятил десятилетия работе над «Перепиской Чарльза Дарвина». 
Он был почётным членом Клэр-холла в Кембридже. Доктор Буркхардт занимал пост президента Беннингтон-колледжа в Вермонте с 1947 по 1949 год и с 1952 по 1957 год.
Буркхардт окончил Колумбийский университет, получив степень бакалавра в 1933 году и степень доктора философии в 1940 году. В 1935 году он также получил вторую степень бакалавра в Оксфордском университете. 
Буркхардт умер 23 сентября 2007 года в Беннингтоне, штат Вермонт.